# Утеуил, Нуркен Ашимханович
Нуркен Ашимханович Отеул (14.06.1976) — казахстанский театральный актёр, певец, телеведущий, Заслуженный деятель Казахстана (2011).

## Биография
Родился 14 июня 1976 года в селе Шошанай Уйгурского района Алматинской области.
С 1994 по 1998 год окончил актёрский факультет Казахской национальной академии искусств им. Т. Жургенова (бывший Алматинский государственный институт театра и кино) по классу Народного артиста Казахстана, профессора Каукена Кенжетаева и профессора Есима Сегизбаева по специальности актёр музыкально-драматического театра.
С 1998 г. по настоящее время — актёр Государственного академического казахского музыкально-драматического театра им. К. Куанышбаева.
С марта 2021 года заместитель директора по творческой работе Государственного академического казахского музыкально-драматического театра имени К. Куанышбаева.

## Основные роли на сцене
1. Г. Мусирепов «Қыз Жібек» — Шеге
2. М. Ауезов «Қанды азу» — Бораш
3. М. Ауезов «Қара Қыпшақ Қобыланды» — Қараман
4. М. Ауезов «Еңлік -Кебек» — Көбей
5. М. Ауезов «Абай» — жас Абай
6. М. Ауезов «Айман — Шолпан» — Көтібар
7. Ш. Айтматов «Ана-Жер-Ана» — Бекташ
8. Ш. Айтматов «Ғасырдан да ұзақ күн» — Әбутәліп
9. Ж. Мольер «Скапеннің айласы»-Скапен
10. Б. Узаков «Үміт» — Замир
11. У. Шекспир « Ромео мен Джульета» — Бенволио, Меркуцио
12. У. Шекспир «Гамлет» — Гамлет
13. У. Шекспир «Отелло» — Яго
14. Дж. Патрик «Қымбатты Памела» — Сол Бозо
15. М. Фриш «Дон Жуанның думаны» — Дон Жуан
16. Е. Жуасбек «Терең тамырлар» — Бас ағаш
17. Ә. Нурпейисов «Қан мен тар» — Еламан
18. И. Штраус «Жұбайлар жұмбағы» — Генрих
19. Ш. Муртаза «Бір кем дүние» — Нәпіл
20. А. Вальехо «Күн сәулесі түспеген» — Марио
21. Ж. Ануй «Жалын жұтқан Жанна Д’ Арк» — Король
22. А. Чехов «Шие» — Балташ
23. М. Ауезов, Қ. ЫскаУтеуил, Нуркен Ашимхановичк «Қараш-қараш» — Жарасбай
24. С. Тұрғынбекұлы «Шәмші» — Шәмші
25. К. Кизи «7+1» — Макмёрфи
26. Д.Исабеков «Бөрте» — Шыңғыс Хан

## Профессиональные достижения
- В 2001 году стал победителем в номинации «Лучшая мужская роль» за роль Скапена на Кызылжарском театральном фестивале
- В 2012 году стал победителем в номинации «Лучший мужской спектакль» за образ Гамлета на IV Международном фестивале театров Средней Азии в Алматы
- В 2016 году комедия А. Чехова «Вишня» с Н. Утеуиловым в роли «Балташ» стала победителем в номинации «Лучший спектакль» на XXIV республиканском фестивале драматических театров Казахстана, Гран-при на VI Международном фестивале казахстанских драматических театров Средней Азии «Казахстан — сердце Евразии», посвященном 20-летию независимости Казахстана.
- В 2017 году стал победителем в «Специальной номинации имени Жаната Хаджиева» на I Областном фестивале театров имени Жаната Хаджиева.

## Семья
- Жена — Бермухамбетова Айнур — Заслуженный деятель Казахстана, актриса Казахского музыкально-драматического театра имени К. Куанышбаева
- Сын — Бейбарыс (р. 2001 г.)
- Сын — Акарыс (р. 2006 г.)

## Награды и звания
1. Лауреат премии Союза молодежи Республики Казахстан (2000)
2. Лауреат Государственной молодёжной премии «Дарын» Правительства Республики Казахстан (2006)
3. Заслуженный деятель Казахстана (2011)